# Volkswagen Phaeton

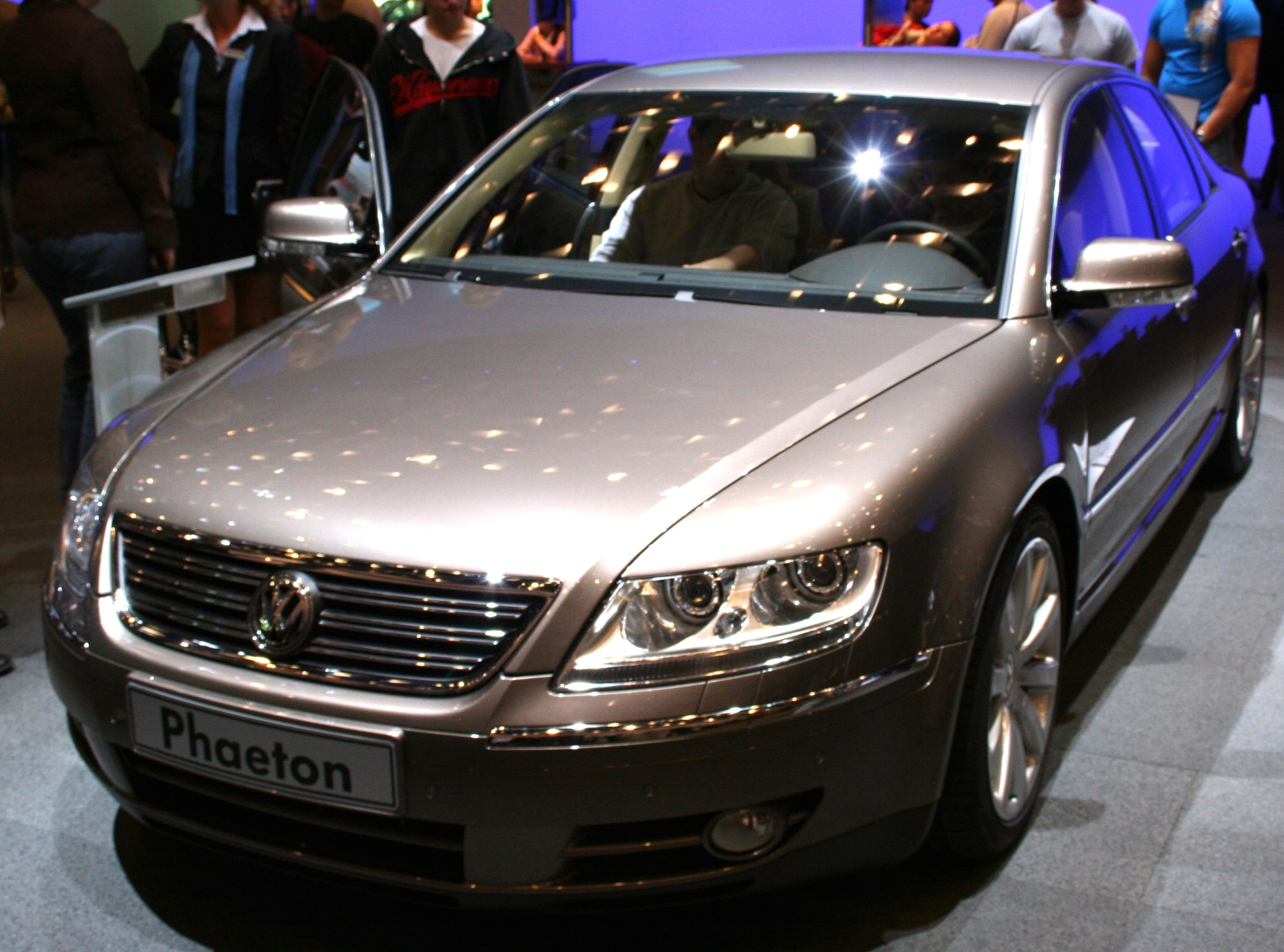
Volkswagen Phaeton en el Salón del Automóvil de Frankfurt de 2005

El Volkswagen Phaeton (Type 3D) es un automóvil de turismo del segmento F producido por el fabricante alemán Volkswagen. Es un sedán de cuatro puertas que compite contra modelos como el Audi A8, BMW Serie 7, Porsche Panamera, Lexus LS, y Mercedes-Benz Clase S. Disponible con cuatro o cinco plazas, y con batalla corta o larga, el Phaeton se fabricaba en la Gläserne Manufaktur en Dresde, Alemania.
El nombre de Phaeton procede de la mitología griega. Phaeton (o faetón en español) “el brillante”, era hijo del dios Sol, Helios, encargado de conducir el carro solar. Por el nombre de Phaeton se conoce también, por asociación, a los carruajes de cuatro ruedas del siglo XVIII.

## Concepto y desarrollo

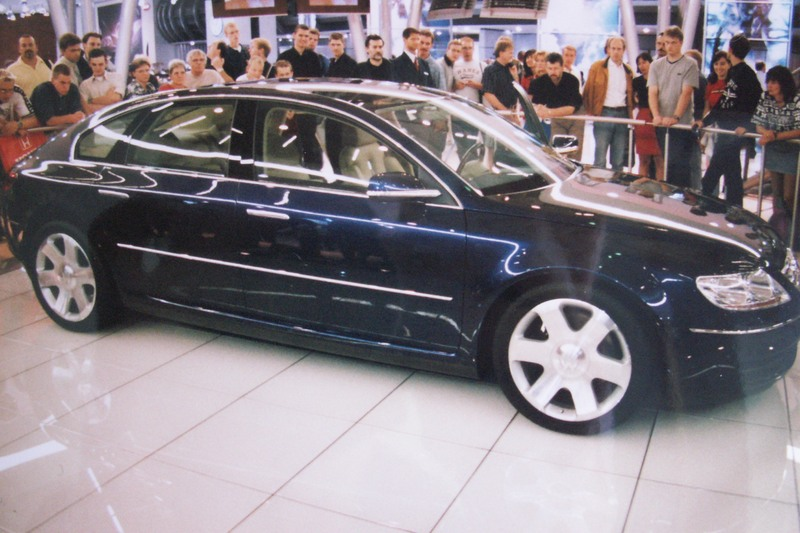
Volkswagen Concept D

El desarrollo del Phaeton fue idea de Ferdinand Piëch, entonces Presidente del Grupo Volkswagen. Piëch deseaba que los ingenieros de Volkswagen crearan un automóvil de superlujo que superara los estándares que tenían los fabricantes alemanes de automóviles de lujo líderes como Audi, BMW o Mercedes-Benz. La decisión de su desarrollo fue, en parte, una respuesta a Mercedes-Benz tras su entrada en el mercado generalista con el Clase A. Otra de las razones fue consolidar la imagen de Volkswagen, en virtud que algunas versiones equipadas de sus modelos existentes ya alcanzaban el precio de ciertas versiones de estos fabricantes de lujo, tales como el Golf GTI. 
El desarrollo inicial del Phaeton comenzó con las instrucciones que Piëch dio a los ingenieros. Estas consistían en una lista de 10 parámetros que se requerían cumplir. La mayor parte de estas especificaciones nunca fueron dadas a conocer al público; sin embargo, algunas de ellas fueron filtradas a reporteros especializados. Una de ellas era que el Phaeton debería ser capaz de circular durante un día completo a 300 km/h con una temperatura exterior de 50 °C, manteniendo a la vez una temperatura interior de 21 °C. Piëch solicitó esto aun cuando la velocidad máxima del Phaeton iba a limitarse electrónicamente a 250 km/h. Otros requisitos destacados fueron que el capó y otros elementos de la carrocería deberían ser capaces de mantenerse perfectamente nivelados y sin vibraciones a 300 km/h. Los cristales nunca se empañan debido a un complejo sistema de climatización con control de humedad. La rigidez torsional de la carrocería del Phaeton es de 37,000 Nm/grado, en la época no existía ningún otro automóvil de producción que alcanzase una cifra similar. La dificultad que supuso satisfacer las exigencias impuestas por Ferdinand Piëch provocó el abandono de la mitad de los ingenieros asignados al proyecto, los cuales lo calificaron de imposible. El prototipo del que derivaría el Phaeton fue presentado al público en el IAA que se llevó a cabo en septiembre de 1999 (en este caso como un hatchback), bajo el nombre de "Concept D". Además, este automóvil sirvió para mostrar por primera vez el motor V10 TDI que posteriormente equiparían las versiones de producción del Phaeton y el todoterreno Touareg. Más de 100 patentes surgieron del desarrollo del Phaeton.
La plataforma del Phaeton es la plataforma D1 (el número uno denota que es la primera generación) del Grupo Volkswagen, la cual comparte con el Bentley Continental GT y el Bentley Continental Flying Spur, además de todo el sistema de suspensión, climatización, electrónica y algunos mandos interiores. Ciertos componentes, tales como la transmisión y algunos motores, se comparten con el Audi A8. La plataforma D1 es una plataforma única que fue desarrollada específicamente para el Phaeton y los Bentley bajo el código VW611. Comúnmente se confunde con la plataforma D3, perteneciente a Audi, que está hecha de aluminio, en lugar del acero que es el componente de la plataforma D1.

## Producción y ventas
El Phaeton se mostró al público en el Salón del Automóvil de Ginebra durante marzo de 2002. Ese mismo mes comenzó su producción en la Gläserne Manufaktur de Dresde, una excéntrica fábrica diseñada y construida específicamente para él, con las paredes de cristal y los suelos revestidos de parquet. En ella los visitantes pueden observar en directo como se ensambla el automóvil de forma artesanal, un proceso similar a los que emplean fabricantes como Bentley, y alejado de las técnicas empleadas por los fabricantes alemanes que Piëch pretendía eclipsar. A los clientes se les ofrecía colaborar en el proceso de montaje, ensamblando alguna pieza por ellos mismos. Además, esta aloja en su interior un hotel, un restaurante, una sala de conciertos y diversas exposiciones. Los trabajos de carrocería y pintura se llevan a cabo en la factoría de Zwickau.
En 2002, el fabricante declaró que la capacidad anual de producción de la nueva planta de Dresde era de 20.000 unidades. En septiembre de 2006 se habían construido en total cerca de 25.000 unidades, unas 6.000 al año. Durante todo el período de producción del Phaeton, que duró 14 años, se construyeron 84.235 unidades. Debido a su elevado coste de desarrollo y producción, el Phaeton es considerado uno de los coches menos rentables que ha tenido la industria automotriz, con unas pérdidas estimadas de 28.101 euros por cada unidad vendida. 
Las ventas del Phaeton estuvieron muy por debajo de las expectativas. Su mercado más grande fue China, seguido de Corea del Sur y Alemania. En Estados Unidos se comercializó únicamente entre 2004 y 2006. Debido a la baja demanda del Phaeton, la Gläserne Manufaktur también se encargó de producir el Bentley Continental Flying Spur hasta que a finales de 2006 se decidió traspasar la producción a Crewe.  

## Motorizaciones

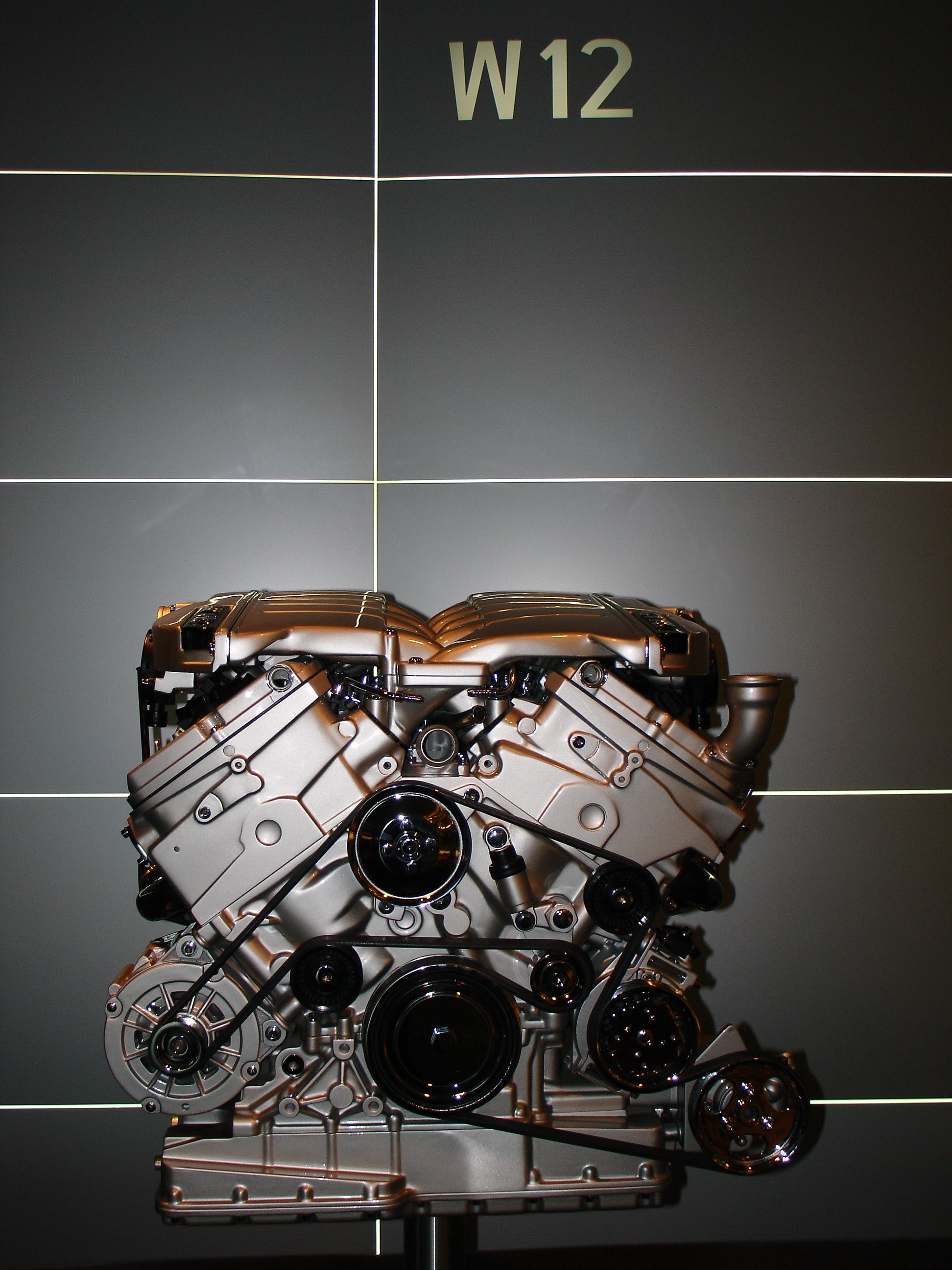
Motor W12 del Grupo Volkswagen equipado en el Phaeton W12.

Actualmente, el Phaeton es el automóvil de la marca Volkswagen con mayor distancia entre ejes.
Sus motores gasolina son un VR6 de 3.2 litros de cilindrada y 241 CV de potencia máxima montado longitudinalmente con tracción delantera, un V8 de 4.2 litros y 335 CV, y un motor W12 de 6.0 litros y 420 CV, todos ellos de inyección indirecta y cuatro válvulas por cilindro, salvo el 4.2 litros, que tiene cinco válvulas por cilindro, estos dos últimos con motor delantero longitudinal con  diferencial torsen «4Motion» y tracción permanente a las cuatro ruedas.
Los diésel son un V6 de 3.0 litros, cuatro válvulas por cilindro, inyección directa common-rail y 225 CV, y un V10 de 5.0 litros, dos válvulas por cilindro, inyección directa con alimentación por inyector-bomba y 313 CV, ambos con turbocompresor de geometría variable e intercooler.
| Motores de gasolina            |                                                                          |                            |                           |                           |                           |                           |                           |
|                                | 3.2 V6                                                                   | 3.6 V6                     | 4.2 V8                    | 4.2 V8                    | 4.2 V8                    | 6.0 W12                   | 6.0 W12                   |
| Periodo                        | 2001-2008                                                                | 2008-2015                  | 2004-2008                 | 2008-2015                 | 2015-2016                 | 2001-2005                 | 2005-2011                 |
| Identificación del motor       | AYT / BKL / BRK                                                          | BLV / BWS                  | BGH / BGJ                 | BGH / BGJ                 | BGH / BGJ                 | BAN                       | BRN / BTT                 |
| Tipo de motor                  | VR6 24v                                                                  | VR6 24v, inyección directa | V8 40v                    | V8 40v                    | V8 40v                    | W12 48v                   | W12 48v                   |
| Diámetro x carrera             | 84.0 mm x 95.9 mm                                                        | 89.0 mm x 96.4 mm          | 84.5 mm x 93.0 mm         | 84.5 mm x 93.0 mm         | 84.5 mm x 93.0 mm         | 84.0 mm x 90.2 mm         | 84.0 mm x 90.2 mm         |
| Cilindrada                     | 3189 cm³                                                                 | 3598 cm³                   | 4172 cm³                  | 4172 cm³                  | 4172 cm³                  | 5998 cm³                  | 5998 cm³                  |
| Relación de compresión         | 11.3: 1                                                                  | 11.4: 1                    | 11.0: 1                   | 11.0: 1                   | 11.0: 1                   | 10.8: 1                   | 10.7: 1                   |
| Potencia máxima: CV (kW) @ rpm | 241 CV (177 kW) @ 6200                                                   | 280 CV (206 kW) @ 6250     | 335 CV (246 kW) @ 6500    | 335 CV (246 kW) @ 6500    | 335 CV (246 kW) @ 6500    | 420 CV (309 kW) @ 6000    | 450 CV (331 kW) @ 6050    |
| Par máximo: Nm @ rpm           | 315 Nm @ 2400                                                            | 370 Nm @ 3500              | 430 Nm @ 3500             | 430 Nm @ 3500             | 430 Nm @ 3500             | 550 Nm @ 3000             | 560 Nm @ 2750-5200        |
| Tracción                       | Delantera Opcional Total 4Motion                                         | Total (4Motion)            | Total (4Motion)           | Total (4Motion)           | Total (4Motion)           | Total (4Motion)           | Total (4Motion)           |
| Transmisión                    | Manual 6 velocidades (solo tracción delantera) Automática, 5 velocidades | Automática, 6 velocidades  | Automática, 6 velocidades | Automática, 6 velocidades | Automática, 6 velocidades | Automática, 5 velocidades | Automática, 5 velocidades |
| Peso                           | 2091 kg                                                                  | -                          | 2162 kg                   | 2162 kg                   | 2162 kg                   | 2317 kg                   | 2358 kg                   |
| Aceleración (0-100 km/h)       | 9.4 s                                                                    | 8.6 s                      | 6.9 s                     | 6.9 s                     | 6.9 s                     | 6.1 s                     | 6.1 s                     |
| Velocidad máxima               | 239 km/h                                                                 | 250 km/h                   | 250 km/h                  | 250 km/h                  | 250 km/h                  | 250 km/h                  | 250 km/h                  |
| Consumo combinado (L/100 km/h) | 12.1                                                                     | 11.4                       | 13.0                      | 12.5                      | 12.3-12.8                 | 15.7                      | 14.5                      |

| Periodo                        | 2004-2006                                                  | 2007-2008                                                  | 2009-2013                                                  | 2014-2016                                                  | 2003-2007                                                      |
| Identificación del motor       | BMK                                                        | CARA                                                       | CEXA                                                       | -                                                          | AJS                                                            |
| Tipo de motor                  | V6 24v, inyección directa, common-rail, turbo, intercooler | V6 24v, inyección directa, common-rail, turbo, intercooler | V6 24v, inyección directa, common-rail, turbo, intercooler | V6 24v, inyección directa, common-rail, turbo, intercooler | V10 20v, inyección directa, inyector-bomba, turbo, intercooler |
| Diámetro x carrera             | 83.0 mm x 91.4 mm                                          | 83.0 mm x 91.4 mm                                          | 83.0 mm x 91.4 mm                                          | 83.0 mm x 91.4 mm                                          | 81.0 mm x 95.5 mm                                              |
| Cilindrada                     | 2967 cm³                                                   | 2967 cm³                                                   | 2967 cm³                                                   | 2967 cm³                                                   | 4921 cm³                                                       |
| Relación de compresión         | 17.0: 1                                                    | 17.0: 1                                                    | 16.8: 1                                                    | 16.8: 1                                                    | 18.5: 1                                                        |
| Potencia máxima: CV (kW) @ rpm | 225 CV (165 kW) @ 4000                                     | 233 CV (171 kW) @ 4000                                     | 240 CV (176 kW) @ 4000                                     | 245 CV (180 kW) @ 4000                                     | 313 CV (230 kW) @ 3750                                         |
| Par máximo: Nm @ rpm           | 450 Nm @ 1400-3250                                         | 450 Nm @ 1500-3500                                         | 500 Nm @ 1500-3000                                         | 500 Nm @ 1500-3000                                         | 750 Nm @ 2000                                                  |
| Tracción                       | Total (4Motion)                                            | Total (4Motion)                                            | Total (4Motion)                                            | Total (4Motion)                                            | Total (4Motion)                                                |
| Transmisión                    | Automática, 6 velocidades                                  | Automática, 6 velocidades                                  | Automática, 6 velocidades                                  | Automática, 6 velocidades                                  | Automática, 6 velocidades                                      |
| Peso                           | 2158 kg                                                    | 2158 kg                                                    | 2233 kg                                                    | 2233 kg                                                    | 2400 kg                                                        |
| Aceleración 0–100 km/h         | 8.8 s                                                      | 8.4 s                                                      | 8.3 s                                                      | 8.3 s                                                      | 6.9 s                                                          |
| Velocidad máxima               | 234 km/h                                                   | 234 km/h                                                   | 237 km/h                                                   | 238 km/h                                                   | 250 km/h                                                       |
| Consumo combinado (L/100 km/h) | 9.6                                                        | 9.4                                                        | 8.5                                                        | 8.5                                                        | 11.4                                                           |

## Variantes
El Phaeton ha experimentado varias actualizaciones a lo largo de su vida comercial. 

### GP0: (marzo de 2002 - abril de 2007)
- Variante original del Phaeton

### GP1: (abril de 2007 - noviembre de 2008)
- Incorpora un sistema de iluminación con faros bi-xenón con luz diurna LED y pilotos traseros oscurecidos. Desaparecen los motores V10 TDI, 3.2 VR6 y 3.0 TDI Euro 4, dejando lugar a los nuevos 3.6 FSI y 3.0 TDI Euro 5 con filtro de partículas. Se añaden al catálogo nuevos materiales para revestir el interior y nuevo equipamiento: el sistema de detección de ángulo muerto Side Assist y la navegación por DVD. El sistema de regulación automática de distancia ADR se reemplaza por un sistema de control de crucero adaptivo más evolucionado denominado ACC, que incluye Front Assist.

### GP2: (noviembre de 2008 - junio de 2010)
- Incorpora un nuevo sistema de infoentretenimiento con pantalla táctil (RNS 810), acompañado de un nuevo cuadro de instrumentos y una cámara de visión trasera opcional. La potencia del motor 3.0 TDI Euro 5 crece de 233 a 240 cv. Se sustituye la llave original por una de nuevo diseño con elementos cromados. Se añaden al catálogo de personalización nuevos colores y llantas. Una nevera, un equipo de sonido premium Dynaudio con 1000W de potencia, un espejo de maquillaje para las plazas traseras (solo en carrocería de batalla larga) y unos discos de frenos carbocerámicos (solo en W12) completan la lista de equipamiento disponible.

### GP3: (junio de 2010 - febrero de 2014)
- Restyling profundo que afecta al diseño del frontal, faros y pilotos traseros asemejándolo al resto de la gama Volkswagen. Amplía la oferta de personalización y de equipamiento, con un sistema de detección de señales. Moderniza el aspecto de algunos elementos interiores, como el volante.

### GP4: (febrero de 2014 - marzo de 2016)
- Pequeña evolución que incorpora mejoras en los faros y unos pilotos traseros oscurecidos. Se amplía la oferta de colores y llantas. El pomo del selector de marchas, la consola de climatización de la segunda fila de asientos y el sistema de infoentretenimiento para los acompañantes reciben un diseño totalmente nuevo. Se ofrece una edición especial con tapizados en cuero del fabricante italiano de muebles de lujo Poltrona Frau. La gama de motores se reduce y pasa a estar formada sólo por los 3.0 TDI y 4.2 V8.

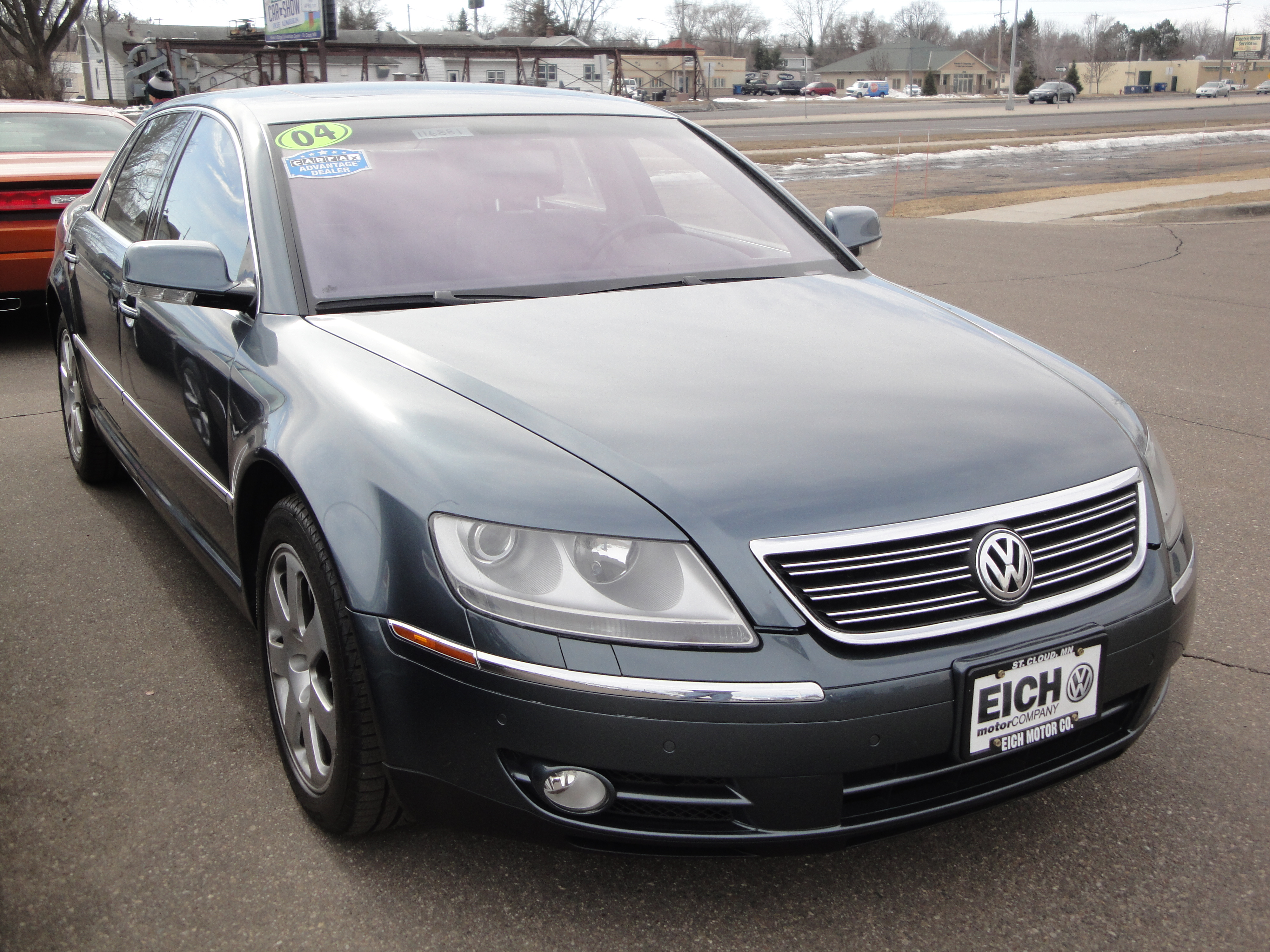
Phaeton GP0 (frontal)
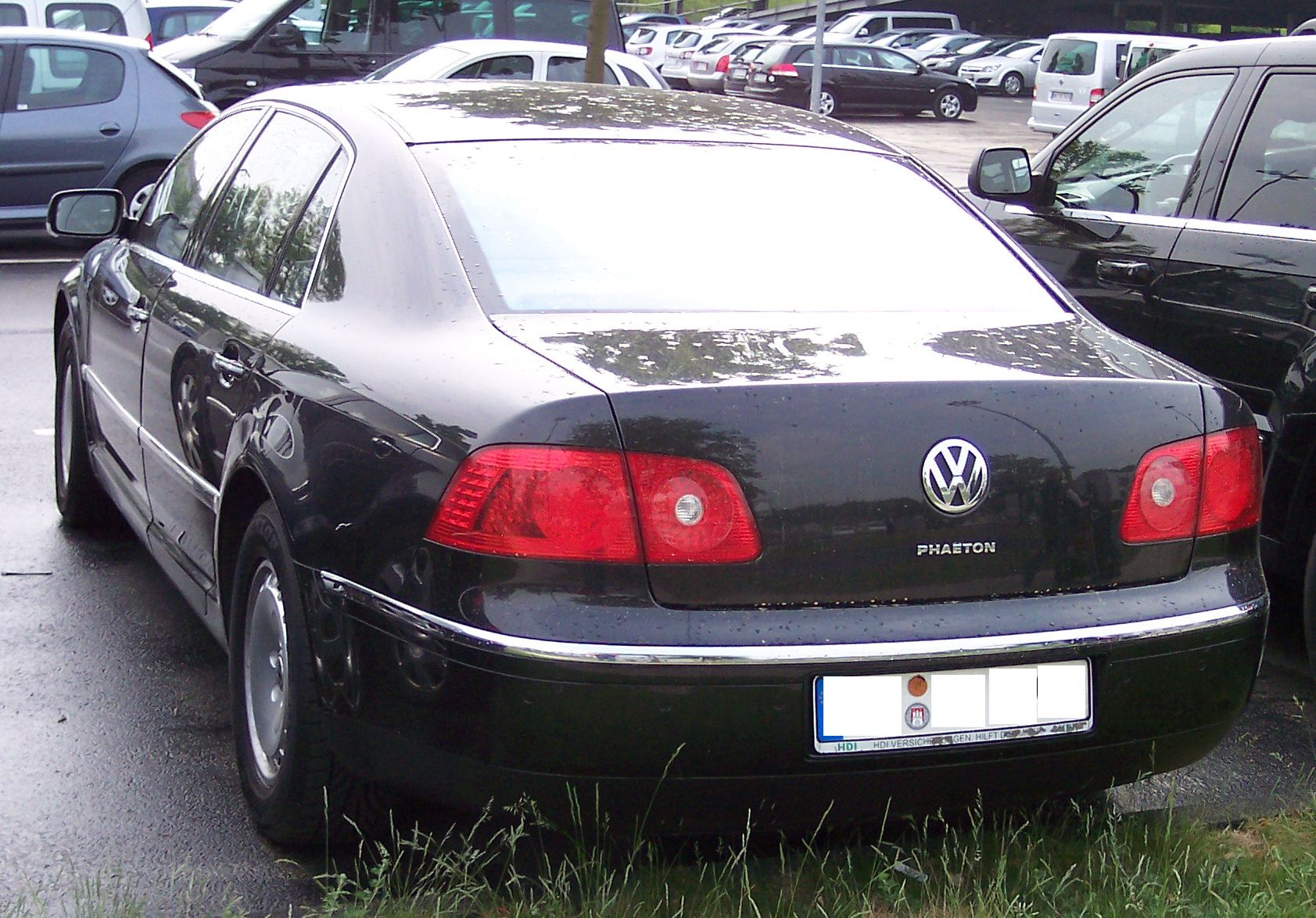
Phaeton GP0 (trasera)
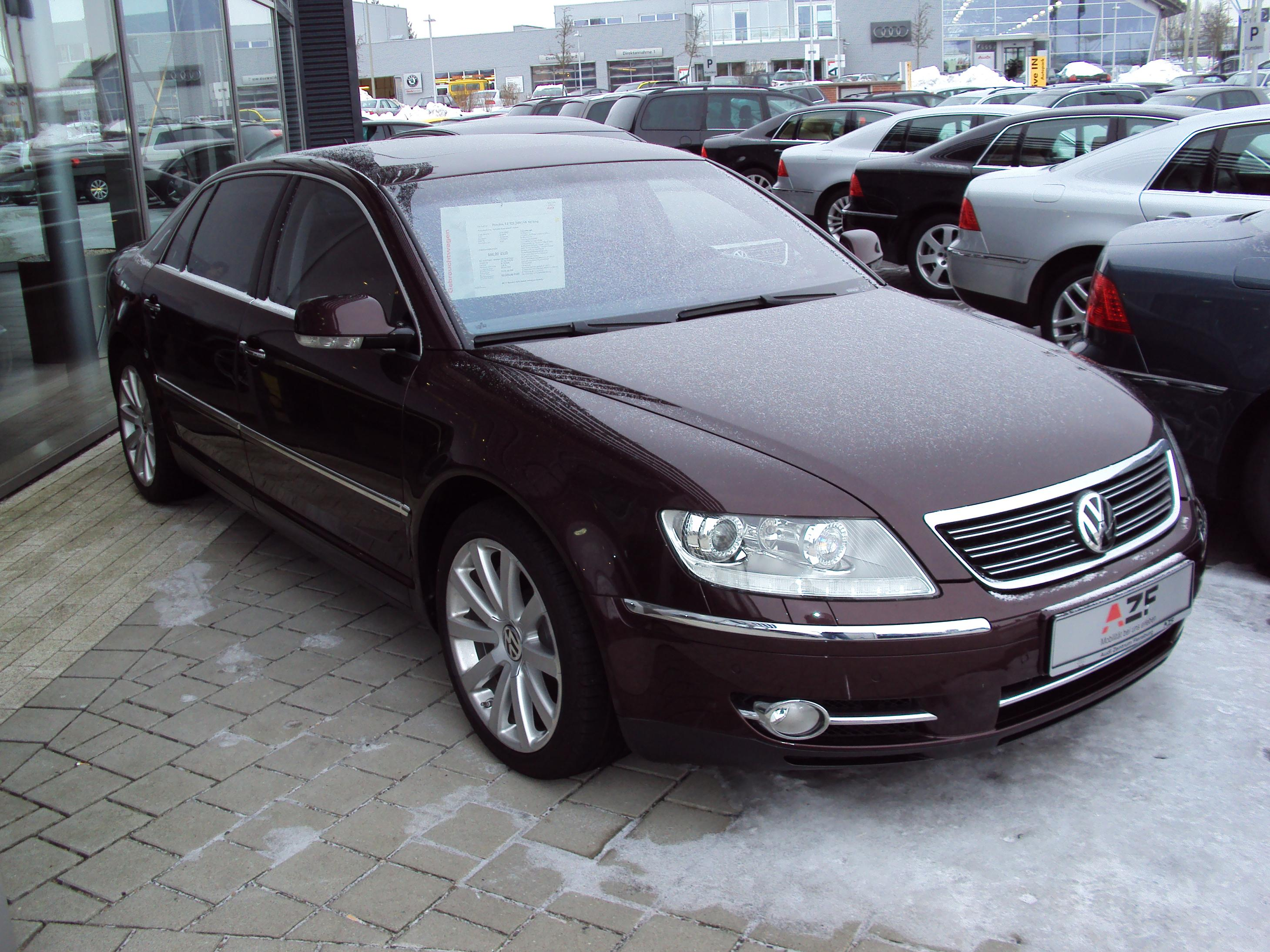
Phaeton GP1/GP2 (frontal)
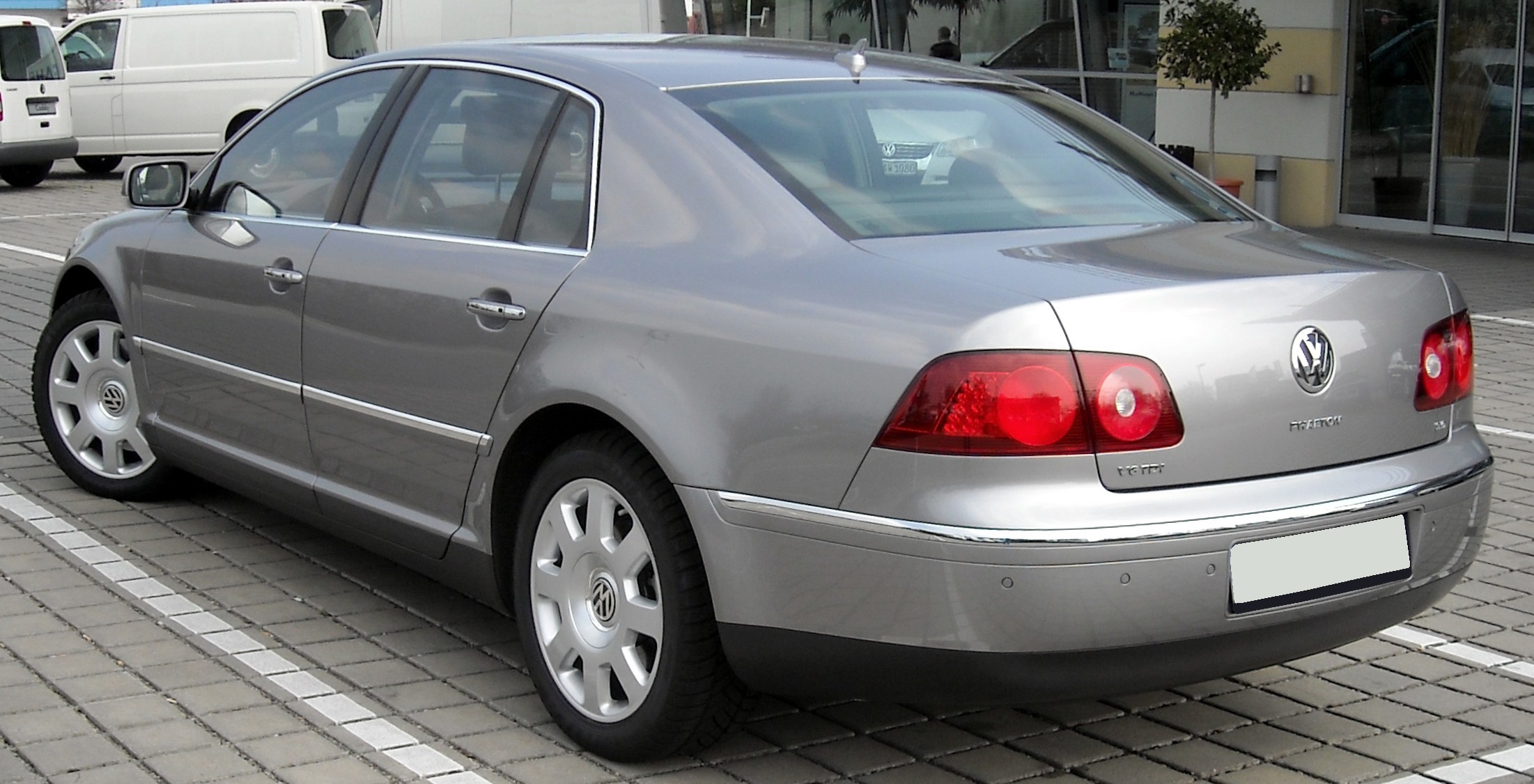
Phaeton GP1/GP2 (trasera)
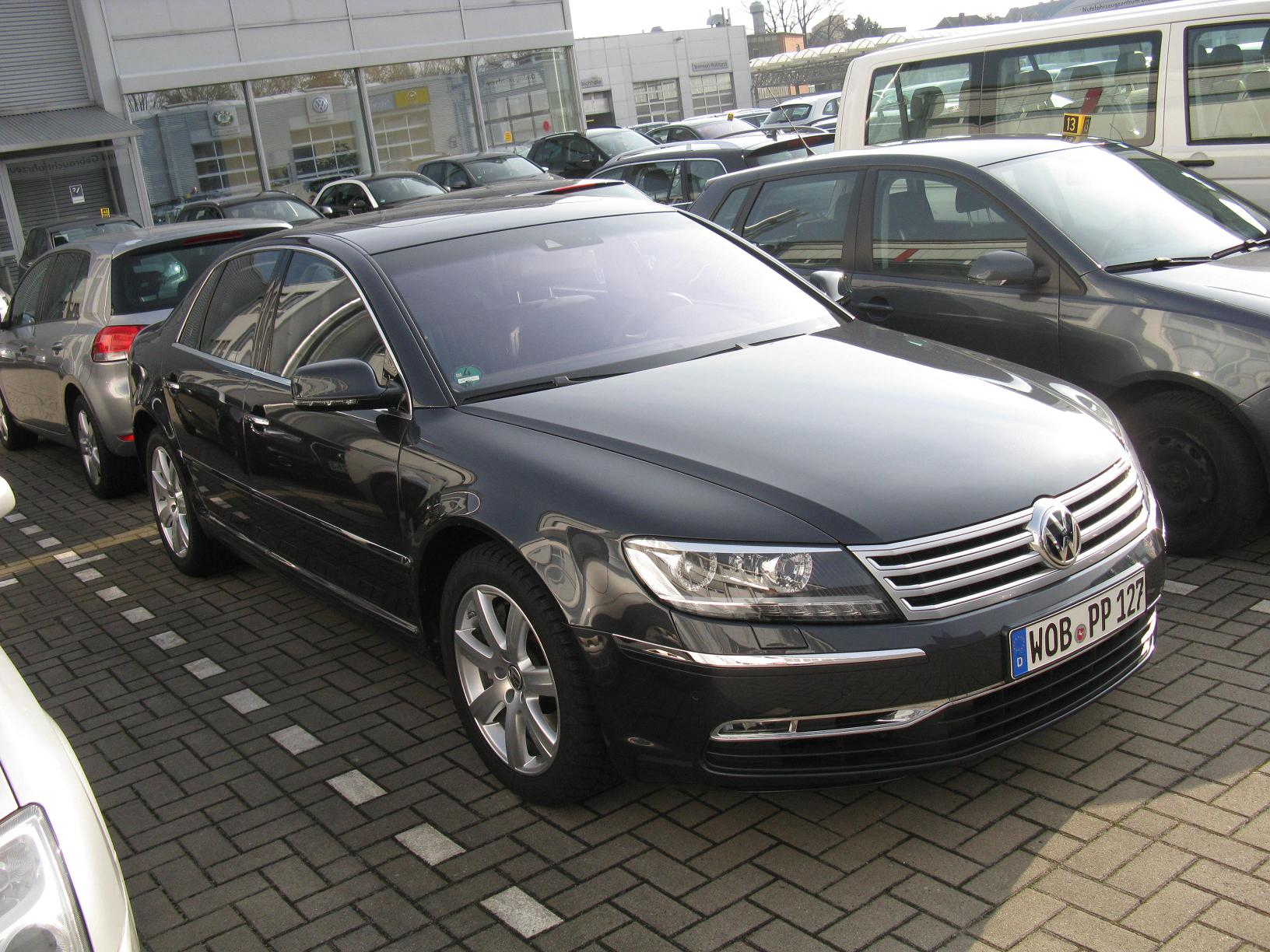
Phaeton GP3/GP4 (frontal)
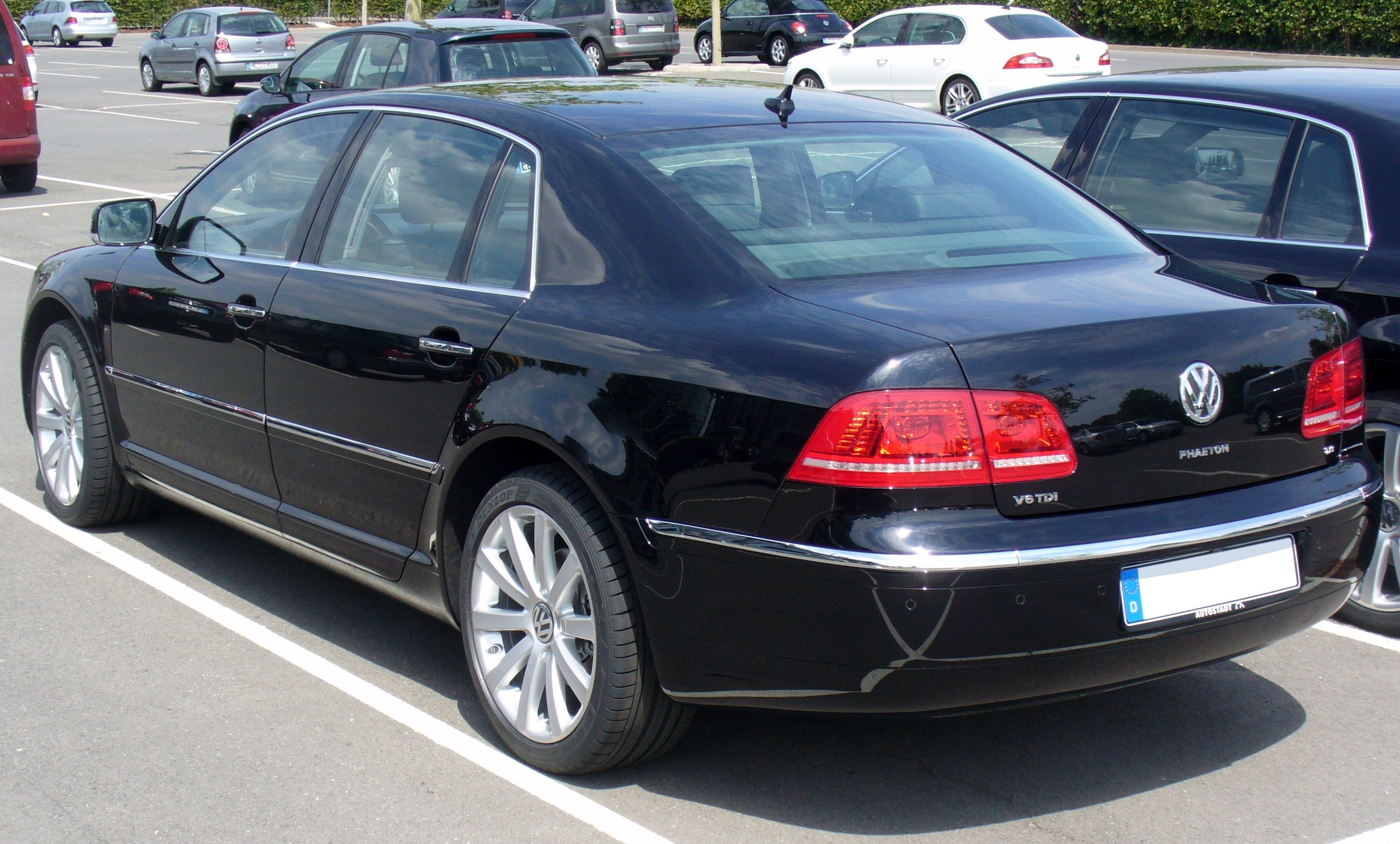
Phaeton GP3 (trasera)
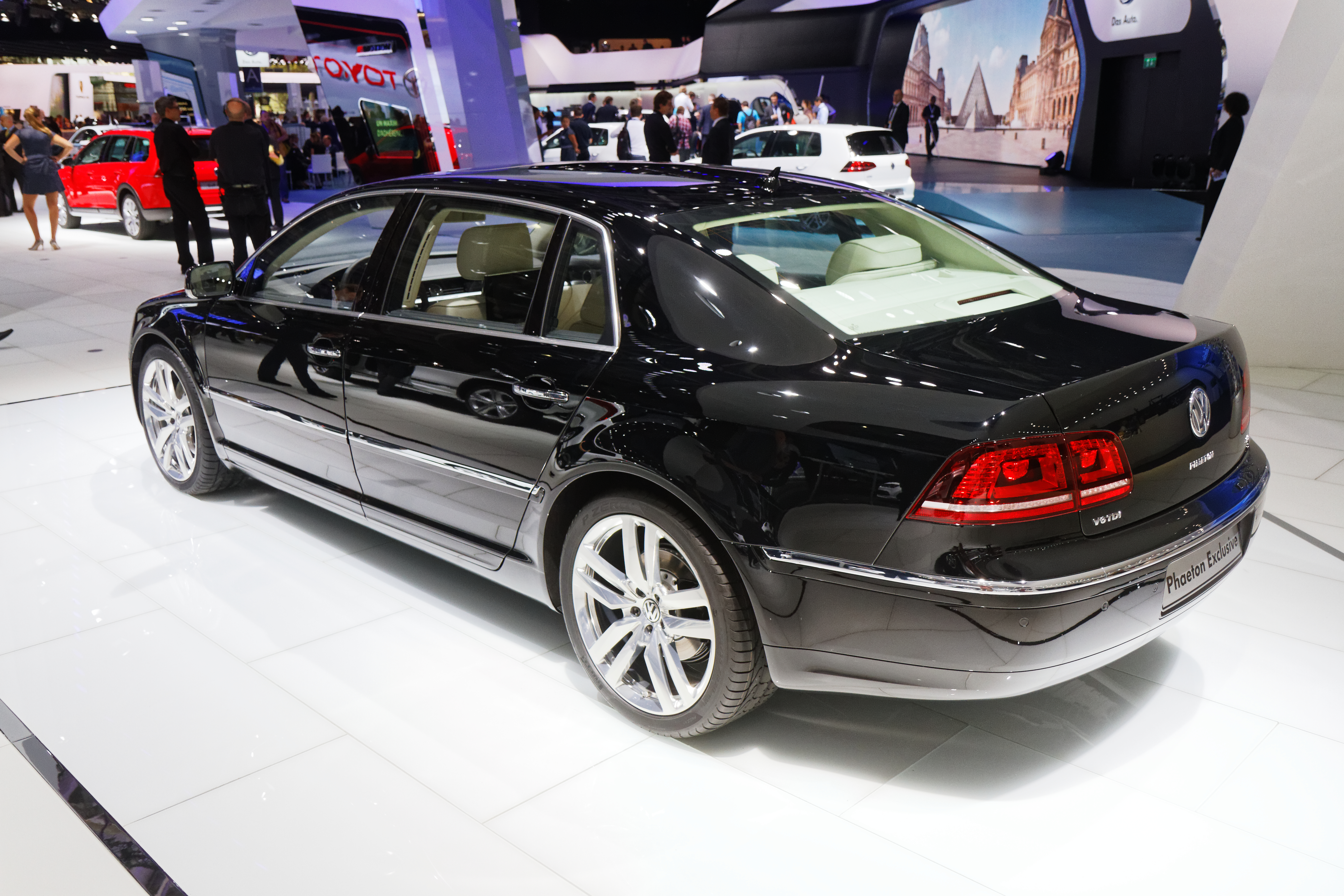
Phaeton GP4 (trasera)

## Phaeton Lounge concept
El Phaeton Lounge era un concept basado en una versión alargada del Phaeton con asientos para cuatro personas (dos pares de asientos uno frente al otro) en el compartimento trasero. Cuenta con un motor W12, un chasis reforzado, transmisión automática Tiptronic de seis velocidades, climatizador individual para cada pasajero, enfriadores de vino delanteros y traseros, un minibar, iluminación ambiental multicolor, un humidificador de cigarros, dos monitores de 17 pulgadas, cambiador de DVD en el troncal, un segundo reproductor de DVD en la cabina posterior y un ordenador que integra Bluetooth y conexión a internet de banda ancha.
El vehículo fue presentado en el 2005 Middle East International Motor Show.

## Phaeton D2
Con motivo del 20 aniversario del Phaeton, en 2022 Volkswagen mostró por primera vez a la prensa especializada el prototipo del Phaeton de segunda generación (D2), el cual se mantuvo en secreto durante años y que, debido al dieselgate y el posterior enfoque de la marca en la electromovilidad, fue cancelado antes de su entrada en producción. 